# Masahiro Hasemi
Masahiro Hasemi (jap. 長谷見 昌弘, Hasemi Masahiro; * 13. November 1945 in Ōme, Präfektur Tokio) ist ein ehemaliger japanischer Automobilrennfahrer.

## Karriere
1976 bestritt er sein erstes und zugleich einziges Rennen in der Formel-1-Weltmeisterschaft beim Großen Preis von Japan auf dem Fuji Speedway. Bei diesem Regenrennen startete er von Position zehn und wurde nach dem Rennen als Fahrer der schnellsten Rennrunde benannt. Erst mehrere Tage nach dem Rennen wurde vom Streckenbetreiber ein Presse-Statement veröffentlicht, dass es sich um einen Messfehler gehandelt habe und dass eigentlich Jacques Laffite die schnellste Rennrunde in Fuji gefahren sei. Diese Nachricht wurde außerhalb Japans jedoch nur begrenzt wahrgenommen, wodurch Hasemi nach wie vor in manchen Geschichtsbüchern als Fahrer einer schnellsten Rennrunde in der Formel 1 notiert wird.
Für die Fahrerweltmeisterschaft erreichte er dennoch am Ende keinen Punkt. Sieger wurde damals Mario Andretti auf Lotus. Hasemi, der für das japanische Team Kojima fuhr, erreichte das Ziel immerhin auf Platz elf mit sieben Runden Rückstand. Selbst berühmte Fahrer wie Emerson Fittipaldi, Niki Lauda oder Carlos Pace gaben dieses Rennen (das letzte der Saison) wetterbedingt auf.
Später fuhr Hasemi Sportwagenrennen – auch in Deutschland, z. B. auf einer Dodge Viper.

## Statistik

### Statistik in der Automobil-Weltmeisterschaft

#### Gesamtübersicht
| Saison | Team               | Chassis      | Motor                    | Rennen | Siege | Zweiter | Dritter | Poles | schn. Runden | Punkte | WM-Pos. |
| ------ | ------------------ | ------------ | ------------------------ | ------ | ----- | ------- | ------- | ----- | ------------ | ------ | ------- |
| 1976   | Kojima Engineering | Kojima KE007 | Ford Cosworth DFV 3.0 V8 | 1      | –     | –       | –       | –     | –            | –      | NC      |

#### Einzelergebnisse
| Saison | 1 | 2 | 3 | 4 | 5 | 6 | 7 | 8 | 9 | 10 | 11 | 12 | 13 | 14 | 15 | 16 |
| ------ | - | - | - | - | - | - | - | - | - | -- | -- | -- | -- | -- | -- | -- |
| 1976   |   |   |   |   |   |   |   |   |   |    |    |    |    |    |    |    |
|        |   |   |   |   |   |   |   |   |   |    |    |    |    |    | 11 |    |

| Legende  | Legende            | Legende                                                          |
| Farbe    | Abkürzung          | Bedeutung                                                        |
| -------- | ------------------ | ---------------------------------------------------------------- |
| Gold     | –                  | Sieg                                                             |
| Silber   | –                  | 2. Platz                                                         |
| Bronze   | –                  | 3. Platz                                                         |
| Grün     | –                  | Platzierung in den Punkten                                       |
| Blau     | –                  | Klassifiziert außerhalb der Punkteränge                          |
| Violett  | DNF                | Rennen nicht beendet (did not finish)                            |
| Violett  | NC                 | nicht klassifiziert (not classified)                             |
| Rot      | DNQ                | nicht qualifiziert (did not qualify)                             |
| Rot      | DNPQ               | in Vorqualifikation gescheitert (did not pre-qualify)            |
| Schwarz  | DSQ                | disqualifiziert (disqualified)                                   |
| Weiß     | DNS                | nicht am Start (did not start)                                   |
| Weiß     | WD                 | zurückgezogen (withdrawn)                                        |
| Hellblau | PO                 | nur am Training teilgenommen (practiced only)                    |
| Hellblau | TD                 | Freitags-Testfahrer (test driver)                                |
| ohne     | DNP                | nicht am Training teilgenommen (did not practice)                |
| ohne     | INJ                | verletzt oder krank (injured)                                    |
| ohne     | EX                 | ausgeschlossen (excluded)                                        |
| ohne     | DNA                | nicht erschienen (did not arrive)                                |
| ohne     | C                  | Rennen abgesagt (cancelled)                                      |
| ohne     | keine WM-Teilnahme |                                                                  |
| sonstige | P/fett             | Pole-Position                                                    |
| sonstige | 1/2/3/4/5/6/7/8    | Punktplatzierung im Sprint-/Qualifikationsrennen                 |
| sonstige | SR/kursiv          | Schnellste Rennrunde                                             |
| sonstige | *                  | nicht im Ziel, aufgrund der zurückgelegten Distanz aber gewertet |
| sonstige | ()                 | Streichresultate                                                 |
| sonstige | unterstrichen      | Führender in der Gesamtwertung                                   |

### Le-Mans-Ergebnisse
| Jahr | Team                            | Fahrzeug               | Teamkollege       | Teamkollege   | Platzierung | Ausfallgrund |
| ---- | ------------------------------- | ---------------------- | ----------------- | ------------- | ----------- | ------------ |
| 1986 | Nissan Motorsport               | Nissan R85V            | James Weaver      | Takao Wada    | Rang 16     |              |
| 1987 | Nissan Motorsport               | Nissan R87E            | Aguri Suzuki      | Takao Wada    | Ausfall     | Elektrik     |
| 1989 | Nissan Motorsport               | Nissan R89C            | Kazuyoshi Hoshino | Toshio Suzuki | Ausfall     | Motorschaden |
| 1990 | Nissan Motorsport International | Nissan R90CP           | Kazuyoshi Hoshino | Toshio Suzuki | Rang 5      |              |
| 1996 | NISMO                           | Nissan Skyline GT-R LM | Kazuyoshi Hoshino | Toshio Suzuki | Rang 15     |              |

### Einzelergebnisse in der Sportwagen-Weltmeisterschaft
| Saison | Team              | Rennwagen      | 1   | 2   | 3   | 4   | 5   | 6   | 7   | 8   | 9   | 10  | 11  | 12  | 13  | 14  | 15  |
| ------ | ----------------- | -------------- | --- | --- | --- | --- | --- | --- | --- | --- | --- | --- | --- | --- | --- | --- | --- |
| 1981   | Sharp Racing      | Datsun 280ZX   | DAY | SEB | MUG | MON | RIV | SIL | NÜR | LEM | PER | DAY | WAT | SPA | MOS | ROA | BRH |
| 1981   | Sharp Racing      | Datsun 280ZX   |     | DNF |     |     |     |     |     |     |     |     |     |     |     |     |     |
| 1983   | Hasemi Motorsport | Nissan Skyline | MON | SIL | NÜR | LEM | SPA | FUJ | KYA |     |     |     |     |     |     |     |     |
| 1983   | Hasemi Motorsport | Nissan Skyline |     |     | DNF |     |     |     |     |     |     |     |     |     |     |     |     |
| 1984   | Hasemi Motorsport | LM 04C         | MON | SIL | LEM | NÜR | BRH | MOS | SPA | IMO | FUJ | KYA | SAN |     |     |     |     |
| 1984   | Hasemi Motorsport | LM 04C         |     |     |     |     |     | 17  |     |     |     |     |     |     |     |     |     |
| 1985   | Hasemi Motorsport | March 85G      | MUG | MON | SIL | LEM | HOK | MOS | SPA | BRH | FUJ | SEL |     |     |     |     |     |
| 1985   | Hasemi Motorsport | March 85G      |     |     |     |     |     | 5   |     |     |     |     |     |     |     |     |     |
| 1986   | Nismo Sport       | Nissan R86V    | MON | SIL | LEM | NÜN | BRH | JER | NÜR | SPA | FUJ |     |     |     |     |     |     |
| 1986   | Nismo Sport       | Nissan R86V    |     |     |     |     |     | 11  |     |     |     |     |     |     |     |     |     |
| 1987   | Nissan Motorsport | Nissan R87E    | JAR | JER | MON | SIL | LEM | NÜN | BRH | NÜR | SPA | FUJ |     |     |     |     |     |
| 1987   | Nissan Motorsport | Nissan R87E    |     |     |     |     | DNF |     |     |     |     | DNF |     |     |     |     |     |
| 1988   | Nissan Motorsport | Nissan R88C    | JER | JAR | MON | SIL | LEM | BRÜ | BRH | NÜR | SPA | FUJ | SAN |     |     |     |     |
| 1988   | Nissan Motorsport | Nissan R88C    |     |     |     |     |     |     | 12  |     |     |     |     |     |     |     |     |
| 1989   | Nissan Motorsport | Nissan R88C    | SUZ | DIJ | JAR | BRH | NÜR | DON | SPA | MEX |     |     |     |     |     |     |     |
| 1989   | Nissan Motorsport | Nissan R88C    | 11  |     |     |     |     |     |     |     |     |     |     |     |     |     |     |
| 1990   | Nissan Motorsport | Nissan R89C    | SUZ | MON | SIL | SPA | DIJ | NÜR | DON | MOT | MEX |     |     |     |     |     |     |
| 1990   | Nissan Motorsport | Nissan R89C    | 3   |     |     |     |     |     |     |     |     |     |     |     |     |     |     |